# Borgata Casino
Borgata Casino é um casino hotel localizado em Atlantic City, Nova Jersey, Estados Unidos. O hotel cassino possui 2.798 quartos e é o maior hotel de Nova Jersey. Borgata foi inaugurado em julho de 2003 e é o maior cassino de Atlantic City.